# Aldearrubia
Aldearrubia település Spanyolországban, Salamanca tartományban. Aldearrubia Calvarrasa de Abajo, Aldealengua, Moriscos, Gomecello, Cabezabellosa de la Calzada, Pitiegua, Babilafuente, Huerta és San Morales községekkel határos. Lakosainak száma 519 fő (2024).

## Népesség
A település népessége az elmúlt években az alábbi módon változott:
| Lakosok száma | 535  | 511  | 495  | 526  | 525  | 494  | 481  | 480  | 524  | 519  |
|               | 2001 | 2004 | 2007 | 2009 | 2012 | 2014 | 2017 | 2019 | 2022 | 2024 |